# 메리-루이스 메일러
마리루이즈 페브로니 메이유 (1880년 8월 29일 ~ 1998년 4월 16일)는 캐나다의 슈퍼센티네리언이었다. 그녀는 역대 캐나다 최고령 검증인이며, 장수 (수명) 세계 기록 보유자인 잔 칼망의 사망 이후 세계 최장수인이 되었다.

## 어린 시절
마리루이즈 페브로니 샤세는 1880년 8월 29일 퀘벡주 카무라스카에서 피에르 샤를 피트르 샤세와 마리-카트린 페브로니 레베스크 사이에서 장녀로 태어났다.
그녀는 20세인 1900년에 첫 남편 에티엔 르클레르와 결혼했다. 르클레르는 어부였으며 1911년 2월 24일에 폐렴으로 39세의 나이로 사망했다. 그들은 여섯 명의 자녀를 두었으며, 네 명이 성인이 될 때까지 생존했다.
다음 12개월 동안 그녀의 부모가 모두 사망했다: 아버지는 1911년 6월 25일에 61세로, 어머니는 1912년 2월 23일에 59세로 사망했다.

### 온타리오주로 이주
1913년에 마리루이즈는 생존한 네 자녀 중 두 명을 가족이나 친구에게 맡기고, 자녀들이 디프테리아로 아픈 여동생을 돕기 위해 온타리오주 국경으로 이주했다. 그곳에서 그녀는 1915년 10월 25일에 두 번째 남편 엑토르 메이유와 결혼했다. 그들은 여섯 명의 자녀를 함께 두었다.

## 카무라스카로 돌아와 만년
메이유는 1939년이 되어서야 퀘벡 지역으로 돌아와 카무라스카에 다시 정착했다. 그녀의 두 번째 남편 엑토르 메이유는 1972년에 93세의 나이로 당뇨병으로 사망했다.
그때부터 메이유는 한동안 딸 중 한 명과 함께 살았다. 더 많은 보살핌이 필요해지자, 그녀는 코베일의 요양원으로 이사했다. 그녀가 낳은 12명의 자녀 중 네 명만이 그녀보다 오래 살았다. 그녀에게는 85명의 손자, 80명의 증손자, 57명의 고손자, 그리고 4명의 고고손자가 있었다.
메이유는 1982년에 감기에 걸린 후 102세의 나이에 금연했다. 1986년에 장수의 비결을 묻자, 그녀는 그것이 힘든 노동이었다고 주장했다. 메이유는 채식주의자였다. 그녀는 1997년 8월 4일 122세 프랑스 여성 잔 칼망의 사망 이후 세계 최고령 생존 인물이 되었다. 117번째 생일이 되자 그녀는 너무 약해져 말할 수 없었고, 누군가 그녀의 오른쪽 귀에 직접 소리쳐야만 들을 수 있었다.

## 사망
마리루이즈 메이유는 1998년 4월 16일 코베일에서 117세의 나이로 혈전으로 사망했다. 그녀의 아들 중 한 명은 같은 요양원에 살고 있었고, 그녀의 최고령 생존 딸인 가브리엘 본은 90세였다. 본은 2004년에 96세로 사망했다. 메이유는 이전에 살았던 스위샤에 그녀의 두 번째 남편과 함께 묻혔다.
미국인 사라 나우스 (1880–1999)가 그녀의 뒤를 이어 최고령 생존 인물이 되었다.

## 같이 보기
- 노화
- 최장수인
- 백세인